# Hugo María Van Steekelenburg
Dom Hugo María Van Steekelenburg, O.F.M. (Wateringen, 15 de outubro de 1937), é um frade franciscano e bispo emérito de Almenara.

## Episcopado
A marca registrada do governo de Dom Hugo foi a implementação do projeto das Santas Missões Populares, que impulsionou o progresso da Igreja em todos os níveis. Esse projeto reacendeu a paixão e o fervor missionário nas comunidades, além de dar continuidade ao TAL - Teologia ao Alcance de Leigos.
Com grande dedicação, Dom Hugo fundou um novo Seminário Diocesano em Belo Horizonte. Neste local, os estudantes de filosofia e teologia passaram a estudar na PUC Minas, enquanto o curso propedêutico foi estabelecido em Almenara, na paróquia São Pedro. Até aquele momento, a formação do clero ocorria nas dioceses de Araçuaí e Diamantina.
Durante o governo de Dom Hugo, e com a implementação das Santas Missões Populares, logo após a terceira fase das semanas missionárias, a diocese experimentou um significativo avanço pastoral. Em agosto de 2009, ocorreu a 10ª Assembleia Diocesana de Pastoral, onde, ao final do encontro, foi elaborado um documento com os seguintes pontos principais: ao longo da trajetória da diocese, observa-se uma vasta rede de comunidades que integra as pastorais e movimentos, conferindo-lhes vida e dinamismo; a escolha pelos pobres e excluídos é uma marca das atividades pastorais e evangelizadoras da diocese; com as Santas Missões Populares, a população se envolveu com entusiasmo nas visitas às famílias, nas caminhadas e na forte espiritualidade deste período de missão. A partir dessa assembleia com os desafios apontados, o Plano Diocesano de Pastoral foi elaborado para o triênio de 2009 a 2012.
Em 2013 seu pedido de renúncia, por ter completado setenta e cinco anos de idade, é aceito pelo Papa Francisco e Dom Hugo se tornou Bispo Emérito de Almenara.
Desde sua renúncia, reside junto aos frades franciscanos no Convento Santo Antônio de Divinópolis.